# Osvaldo Bosso
Osvaldo Javier Bosso Torres (Santiago, 14 de octubre de 1993) es hermano de Alondra Ignacia Lopez Torres y Macarena Bosso Torres. Es un futbolista chileno, juega de Volante de contención o Lateral en Ñublense de la Primera División de Chile.

## Trayectoria
También conocido como «el Talismán de los estrategas», apodo puesto por  Rafael Olarra  y sus compañeros  de equipo.
Comenzó en  la escuela de cadetes  en Audax Italiano  en el año 2005, posteriormente en el año 2008  participó en el Mundial de clubes Internacional, Copa Nike en Inglaterra, en el estadio Old Trafford del equipo Manchester United, obteniendo el 13.º lugar del mundo.
En el año 2007 consiguió el primer lugar en el torneo de apertura del equipo Juvenil siendo el capitán del plantel itálico.
Posteriormente en el año 2010 consiguieron segundo lugar en el torneo de apertura equipo juvenil.
Pasó a formar parte del primer equipo del club que lo vio crecer utilizando la camiseta n.º 4. 
Es un jugador que destaca por ser polifuncional, siendo utilizado en varias posiciones por el entrenador Juan José Ribera.

## Estadísticas

### Clubes
| Club                     | Div.          | Temporada     | Liga  | Liga  | Copas nacionales | Copas nacionales | Torneos internacionales | Torneos internacionales | Total | Total |
| Club                     | Div.          | Temporada     | Part. | Goles | Part.            | Goles            | Part.                   | Goles                   | Part. | Goles |
| ------------------------ | ------------- | ------------- | ----- | ----- | ---------------- | ---------------- | ----------------------- | ----------------------- | ----- | ----- |
| Audax Italiano · Chile   | 1ª            | 2011          | 1     | 0     | —                | —                | —                       | —                       | 1     | 0     |
| Audax Italiano · Chile   | 1ª            | 2012          | 2     | 0     | 1                | 0                | —                       | —                       | 3     | 0     |
| Audax Italiano B · Chile | 3ª            | 2012          | 23    | 2     | —                | —                | —                       | —                       | 23    | 2     |
| Audax Italiano B · Chile | 3ª            | 2013          | 19    | 3     | —                | —                | —                       | —                       | 19    | 3     |
| Audax Italiano B · Chile | 3ª            | 2013-14       | 17    | 1     | —                | —                | —                       | —                       | 17    | 1     |
| Audax Italiano B · Chile | Total club    | Total club    | 59    | 6     | 0                | 0                | 0                       | 0                       | 59    | 6     |
| Audax Italiano · Chile   | 1ª            | 2013-14       | 2     | 0     | 2                | 0                | —                       | —                       | 4     | 0     |
| Audax Italiano · Chile   | 1ª            | 2014-15       | 15    | 1     | 7                | 0                | —                       | —                       | 22    | 1     |
| Audax Italiano · Chile   | 1ª            | 2015-16       | 27    | 0     | 6                | 0                | —                       | —                       | 33    | 0     |
| Audax Italiano · Chile   | 1ª            | 2016-17       | 25    | 0     | 8                | 0                | —                       | —                       | 33    | 0     |
| Audax Italiano · Chile   | 1ª            | 2017          | 12    | 0     | 4                | 0                | —                       | —                       | 16    | 0     |
| Audax Italiano · Chile   | 1ª            | 2018          | 26    | 2     | 9                | 1                | 2                       | 0                       | 37    | 3     |
| Audax Italiano · Chile   | 1ª            | 2019          | 20    | 1     | 4                | 0                | —                       | —                       | 24    | 1     |
| Audax Italiano · Chile   | 1ª            | 2020          | 23    | 0     | —                | —                | 4                       | 0                       | 27    | 0     |
| Audax Italiano · Chile   | 1ª            | 2021          | 30    | 1     | —                | —                | —                       | —                       | 30    | 1     |
| Audax Italiano · Chile   | 1ª            | 2022          | 3     | 0     | —                | —                | —                       | —                       | 3     | 0     |
| Audax Italiano · Chile   | 1ª            | 2023          | 0     | 0     | 0                | 0                | —                       | —                       | 0     | 0     |
| Audax Italiano · Chile   | Total club    | Total club    | 186   | 5     | 41               | 1                | 6                       | 0                       | 233   | 6     |
| Ñublense · Chile         | 1ª            | 2024          | 0     | 0     | 0                | 0                | —                       | —                       | 0     | 0     |
| Ñublense · Chile         | Total club    | Total club    | 0     | 0     | 0                | 0                | 0                       | 0                       | 0     | 0     |
| Total carrera            | Total carrera | Total carrera | 245   | 11    | 41               | 1                | 6                       | 0                       | 292   | 12    |
| 1. 2. 3.                 |               |               |       |       |                  |                  |                         |                         |       |       |